# Madrid Open 2000
Il Madrid Open 2000 è stato un torneo di tennis giocato sulla terra rossa. È stata la 5ª edizione del torneo, che fa parte della categoria Tier III nell'ambito del WTA Tour 2000. Si è giocato a Madrid in Spagna, dal 22 al 28 maggio 2000.

## Campionesse

### Singolare
Gala León García ha battuto in finale  Fabiola Zuluaga con il punteggio di 4–6, 6–2, 6–2

### Doppio
Lisa Raymond /  Rennae Stubbs hanno battuto in finale  Gala León García /  María Antonia Sánchez Lorenzo con il punteggio di 6–1, 6–3